# Michel Jerzy Mniszech
Michał Jerzy Mniszech, né en 1742 ou 1748 et mort le 14 mars 1806 à Vychnivets, est un homme politique polonais et lituanien.

## Biographie
Né de Jan Karol Mniszech, grand chambellan et Katarzyna Zamoyska dans une famille noble, Michał a été colonel du Régiment de la reine en 1757, échanson de la couronne en 1777, Grand Secrétaire de Lituanie en 1778, Chef de la chancellerie en 1780. Puis maréchal de la cour de 1781 à 1783 avant de devenir Grand Maréchal de 1783 à 1793. Il était aussi starost de Lublin, Yavoriv, Slonim et Rostoka. Il a voyagé à Constantinople, étudié à Berne, Lausanne. A visité la France, la Hollande, l'Angleterre, l'Italie.
Il a participé à la Grande Diète qui a écrit la Constitution polonaise du 3 mai 1791. En 1797, l'empereur Paul Romanov le nomma conseiller secret de la cour.
Il fondait le musée polonais sur l'exemple du British museum.

### Mariages
Il se marie avec Pelagia Teresa Potocka, fille du voïvode de Kiev Franciszek Salezy Potocki, sans descendance puis avec Ursula Zamoyska, fille du gouverneur de Podolsk et eurent Karol Phillip, Elżbieta et Paulina comme enfants.

### En images

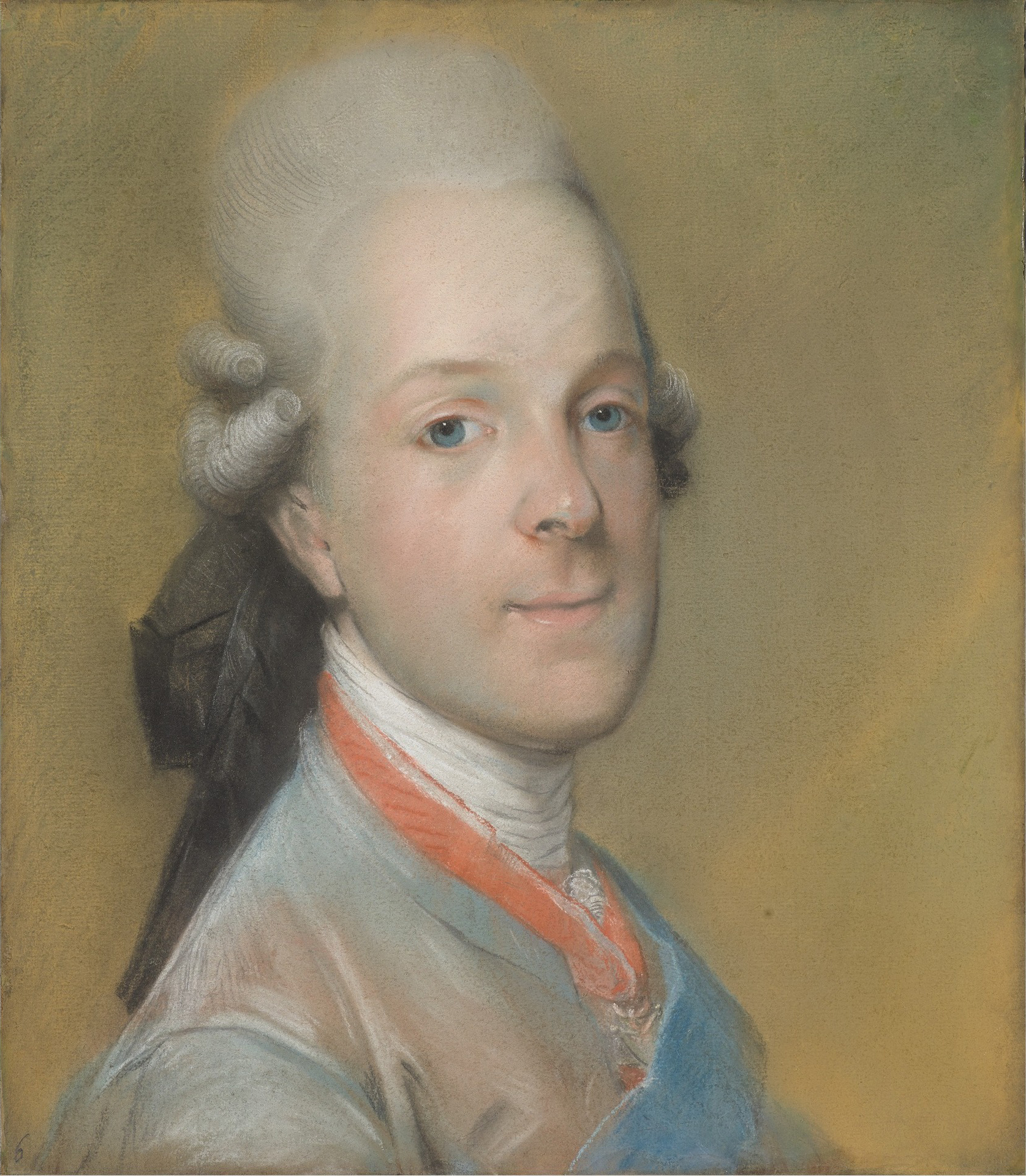
Portrait par Louis-François Marteau,
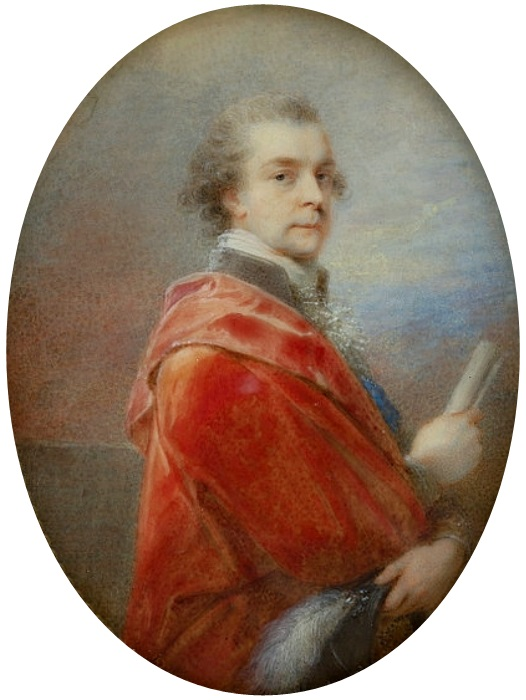
par Heinrich Friedrich Füger,
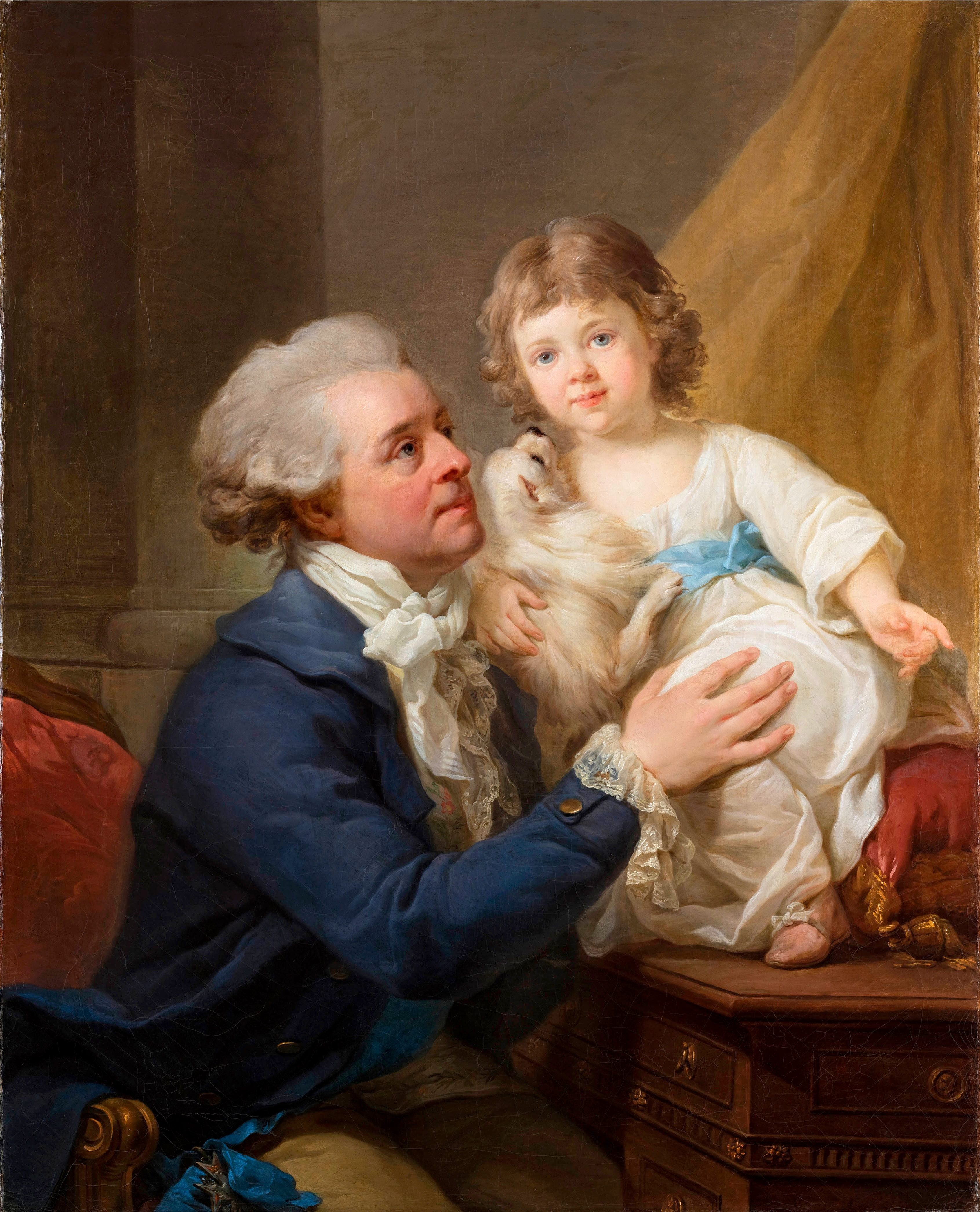
avec sa fille Elżbieta par Marcello Bacciarelli,
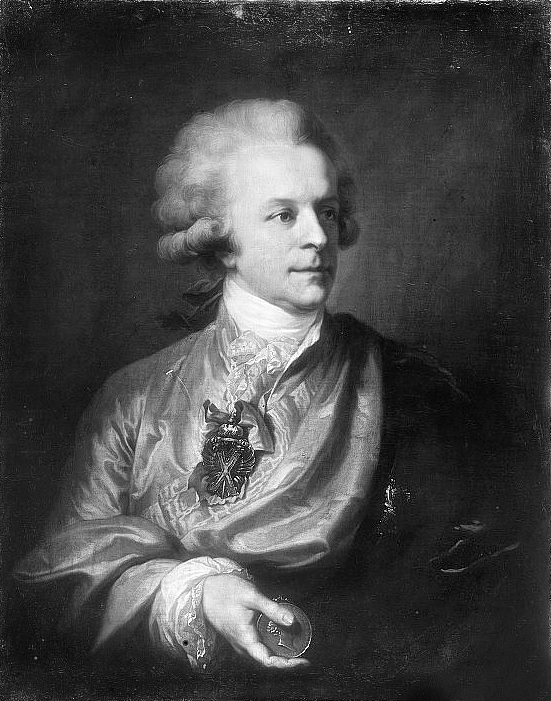
portrait par Johann Baptist von Lampi don est tiré
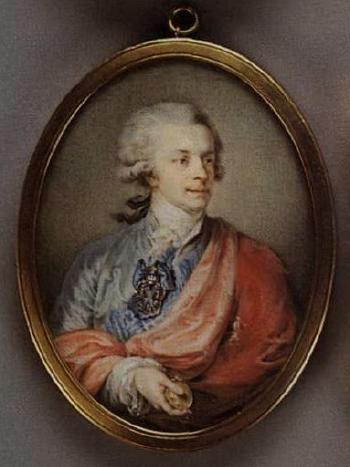
la miniature de Wincenty de Lesseur portant son Ordre de Saint-André.